# Скриточуб китайський
Скриточу́б китайський (Phylloscopus valentini) — вид горобцеподібних птахів родини вівчарикових (Phylloscopidae). Мешкає в горах Китаю і Південно-Східної Азії. Раніше цей вид відносили до роду Скриточуб (Seicercus), однак за результатами молекулярно-філогенетичного дослідження, опублікованого у 2018 році, його було переведено до роду Вівчарик (Phylloscopus). Він названий на честь російського орнітолога Валентина Львовича Біанкі.

## Опис
Довжина птаха становить 12-13 см. Голова сіра, на тімені чорні смуги, обличчя оливково-зелене, навколо очей жовті кільця. Верхня частина тіла зелена, крила темно-сірі, пера на них мають вузькі зелені кінчики. Жовті кінчики першорядних покривних пер формують на крилах смугу. Нижня частина тіла жовта, нижня сторона хвоста біла, крайні стернові пера на кінці білі.

## Підвиди
Виділяють два підвиди:
- P. v. valentini (Hartert, E, 1907) — центральний Китай (південь Шеньсі, південь Ганьсу, Сичуань, північний і західний Юньнань), північна М'янма;
- P. v. latouchei (Bangs, 1929) — південно-східний Китай (Хубей, північний схід Цзянсі, Фуцзянь, Гуандун, північний Хунань), північ Індокитаю.

## Поширення і екологія
Китайські скриточуби мешкають в Китаї, М'янмі, Таїланді, Лаосі і В'єтнамі. Вони живуть у вологих гірських тропічних лісах, на висоті від 1750 до 1900 м над рівнем моря. Взимку частина популяції мігрує в долини, на висоту до 450 м над рівнем моря. Живляться комахами.